# Lucie Silvas
Lucie Silvas, pseudonyme de Lucie Joanne Silverman, est une chanteuse et auteur-compositeur-interprète britannico-néo-zélandaise, née le 4 septembre 1977 à Kingston upon Thames dans le Grand Londres, en Angleterre, au (Royaume-Uni).

## Biographie
Le père de Lucie Silvas est néo-zélandais. Sa mère, Isabel, est écossaise et également chanteuse. Elle a deux sœurs : Nikkie et Mia.
Elle commence à jouer du piano à l'âge de 5 ans, et à l'âge de 10 ans, elle compose sa première chanson d'amour. Elle collabore, sous une forme ou une autre, avec plusieurs artistes dont Lionel Richie, Daniel Bedingfield et Ronan Keating.
En 2000, elle sort son premier single It's too late qui ne connait que peu de succès. Celui-ci arrive en 2004, quand sort What you're made of de l'album Breathe in qui sera disque de platine en Angleterre. Il fera un grand succès en Suisse, Allemagne, Pays-Bas, mais sera ignoré en France et en Espagne. Par la suite, elle fait quelques apparitions sur France 2 pour l'association ELA ou dans la Télé de Sébastien. Seule la chaine W9 la gardait dans ses listes de diffusion.
Plus tard, elle se fera l'interprète de plusieurs chansons populaires comme Forget me not, The game is won, Nothing Else Matters (reprise de Metallica), Don't look back.
Elle décide aussi de faire une reprise de What you're made of en espagnol avec Antonio Orozco qui devient numéro 1 de la Cadena 100 pour la première semaine de l'année 2006.
Elle veut ensuite s'imposer en France en chantant en duo avec le gagnant de la 4e Star Academy, Grégory Lemarchal avec le titre Même si (What you're made of), ce titre atteignant la deuxième place du Top 100 français.
De février à juin 2011[réf. nécessaire], Lucie travaille sur son prochain album, Letters to Ghosts, prévu pour 2013[réf. nécessaire].
En parallèle[De quoi ?], elle travaille[Quand ?] avec Jamiroquai.[réf. nécessaire]
En 2012, elle part travailler à Nashville, toujours pour son prochain album.[réf. nécessaire]
Début 2013, elle écrit des chansons pour la série Smash de NBC.